# Rosslare
Rosslare és una localitat situada en el comtat de Wexford de la província de Leinster (República d'Irlanda), amb una població l'any 2016 de 1.620 habitants.
Està situada al sud-est del país, prop de la cadena de les muntanyes de Blackstairs i de la costa de la mar d'Irlanda.